# سیلیکون کرنشیده

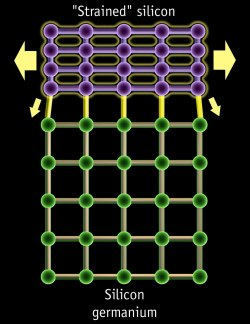
سیلیکون کُرنشیده

سیلیکون کُرنشیده (به ژاپنی: 歪みシリコン) یا سیلیکون کرنش‌شده (به انگلیسی: Strained silicon) یا سیلیکون کشیده لایه ای از سیلیکون است که در آن اتم‌های سیلیکون فراتر از فاصله بین اتمی طبیعی خود کشیده شده‌اند. این را می‌توان با قراردادن لایه سیلیکون بر روی یک زیرلایه سیلیکون-ژرمانیوم (SiGe) انجام داد. همان‌طور که اتم‌های لایه سیلیکون با اتم‌های لایه‌زیرین سیلیکون لایه ژرمانیوم (که با توجه به اتم‌های یک کریستال سیلیکون بدنه، کمی دورتر از هم قرار گرفته‌اند)، پیوندهای بین اتم‌های سیلیکون کشیده می‌شوند - در نتیجه منجر به سیلیکون کُرنشیده می‌شوند. حرکت این اتم‌های سیلیکون به دورتر از هم، نیروهای اتمی که در جنبش الکترون‌ها از طریق ترانزیستور تداخل می‌کند را کاهش می‌دهد و تحرک‌پذیری را بهتر می‌کند با افزایش فاصله بین اتم‌های سیلیکون در یک بلور سیلیکون، جرم مؤثر الکترون‌های آزاد کاهش می‌یابد و حرکت این الکترون‌ها را آسان‌تر می‌کند و مقاومت کاهش میابد. در نتیجه افزاره با سرعت بالا کار می‌کند و کاهش مقاومت باعث کاهش مصرف انرژی می‌شود. این الکترون‌ها می‌توانند ۷۰ درصد سریع‌تر حرکت کنند و به ترانزیستورهای سیلیکونی کرنش‌شده اجازه می‌دهند تا ۳۵ درصد سریع‌تر سوئیچ کنند.

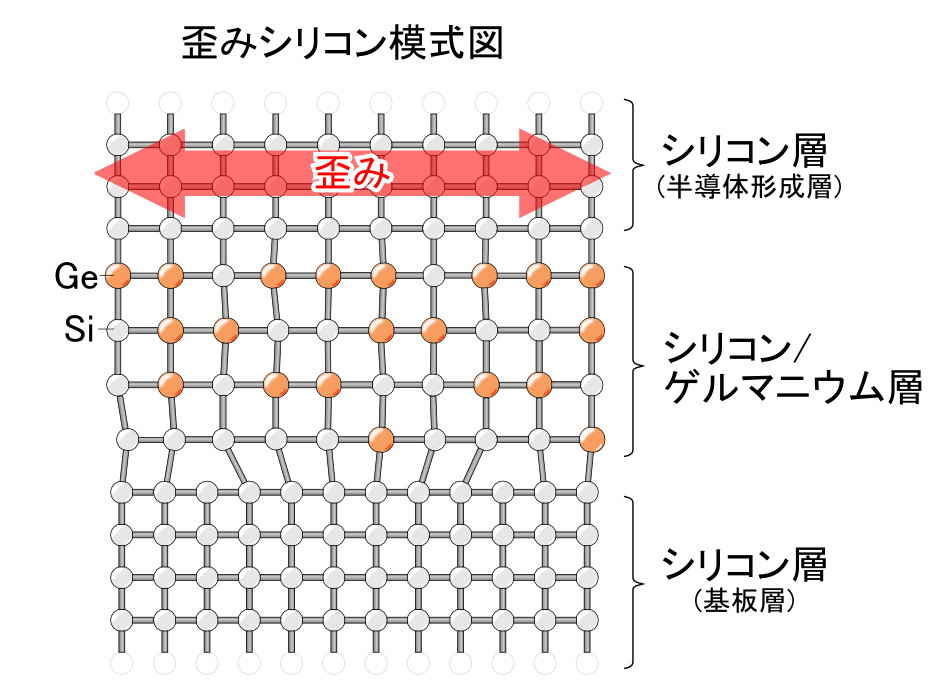
مدل چیدمان بلور سیلیکونی کرنشیده شکل، آرایش بلوری را هنگامی که مقطعی از ویفر سیلیکونی از جهت جانبی کرنشیده می‌شود، نشان می‌دهد. سمت بالای نمودار، سطح ویفر سیلیکونی است که افزاره نیم‌رسانا روی آن ساخته شده است و سمت پایین، داخل ویفر سیلیکونی است. یک ساختار هم‌بلور از ژرمانیوم و سیلیکون در لایه مرکزی ایجاد می‌شود. کریستال‌ها نیز در جلو و پشت شکل ردیف شده‌اند. از آنجایی که فاصله بلوری اتم‌های ژرمانیوم گسترده است، لایه سیلیکونی ساخته شده در بالای اتم‌های ژرمانیوم نیز توسط فاصله بلوری به امتداد کشیده می‌شود که فاصله بلور را افزایش می‌دهد. عناصر هم‌بلور با سیلیکون محدود به ژرمانیوم نیستند.

پیشرفت‌های جدیدتر شامل لایه‌نشانی سیلیکون کرنش‌شده با استفاده از برآرایی فاز بخار آلی‌فلز (ام‌او‌وی‌پی‌ئی) با آلی‌فلزها به عنوان منابع آغازین، به عنوان مثال منابع سیلیکونی (سیلان و دی‌کلروسیلان) و منابع ژرمانیومی (ژرمان، تتراکلرید ژرمانیوم، و ایزوبوتیل‌ژرمان).
روش‌های جدیدتر وادارسازی (به انگلیسی: inducing) کُرنش شامل آلایش سورس و درین با اتم‌های ناهم‌تراز شبکه مانند ژرمانیوم و کربن است. آلایش ژرمانیوم تا ۲۰ درصد در سورس و درین ماسفت کانال P باعث ایجاد کرنش هم‌فشرده تک‌محوری (به انگلیسی: uniaxial compressive strain) در کانال می‌شود و تحرک‌پذیری حفره را افزایش می‌دهد. آلایش کربن به میزان ۰٫۲۵٪ در سورس و درین ماسفتِ کانال N باعث ایجاد کرنش تنشی تک‌محوری در کانال می‌شود و تحرک‌پذیری الکترون را افزایش می‌دهد. پوشاندن ترانزیستور اِنماس با یک لایه نیترید سیلیکونی بسیار نتش‌دار راه دیگری برای ایجاد کرنش تنشی تک‌محوری است. برخلاف روش‌های سطح ویفر برای وادارسازی کرنش بر روی لایه کانال قبل از ساخت ماسفت، روش‌های یادشده از کرنش وادارشده در طول ساخت ماسفت برای تغییر تحرک‌پذیری حامل در کانال ترانزیستور استفاده می‌کنند.

## پیشینه
به نظر می‌رسد ایده استفاده از ژرمانیوم برای کرنش سیلیکون به منظور بهبود ترانزیستورهای اثر میدانی حداقل به سال ۱۹۹۱ برمی گردد.
در سال ۲۰۰۰، گزارش ام‌آی‌تی، تحرک‌پذیری تئوری و تجربی حفره را در افزاره‌های پی‌ماس مبتنی‌بر ساختارناهمگون سی‌جیی بررسی کرد.
در سال ۲۰۰۲، اینتل در اوایل سال ۲۰۰۰، فناوری سیلیکون کُرنشیده را در سری ریزپردازنده‌های ۹۰ نانومتری پنتیوم ایکس۸۶ خود به نمایش گذاشت
در سال ۲۰۰۳، آی‌بی‌ام یکی از حامیان اصلی این فناوری گزارش شد.
در سال ۲۰۰۵ اینتل توسط شرکت آمبروِیْوو به دلیل نقض حق ثبت اختراع مربوط به فناوری سیلیکون کرنشیده شکایت شد.
در سال ۲۰۱۸، قبلاً تا حدی مورد استفاده عملی قرار گرفته است، اما تغییرات زیادی بین هر عنصر وجود دارد، و مایل به تولید ویفرهای تک‌بلوری با قطر بزرگتر و با کیفیت‌بالا است.

## لینک خارجی
- نزدیک‌شدن به ریزمعماری هسته - ITmedia
- اصطلاحات Strained Si - NE Nikkei Electronics
- توسعه ترانزیستور مای ژرمانیوم سیلیکونی با تحرک‌پذیری بالا که عملکرد با سرعت بالا و کم مصرف را امکان‌پذیر می‌کند - آزمایشگاه‌های فوجیتسو
- تحقیق با هدف بهبود خواص هدایت الکتریکی نیم‌رساناهای گروه ۴ - دانشگاه یاماناشی
- توسعه پیش‌سازهای ژرمانیومی جدید برای برآرایی SiGe ; ارائه در ۲۱۰ اُمین نشست ECS (سمپوزیوم SiGe)، کانکون، مکزیک، ۲۹ اکتبر ۲۰۰۶.
- پیش‌سازهای ژرمانیومی مایع جایگزین امن‌تر برای لایه‌های SiGe درجه‌بندی شده و سیلیکون کرنش‌شده توسط ام‌اووی‌پی‌ئی. دیو وی. شنایی، رونالد ال دی کارلو، مایکل بی. پاور، آرتاش امامچیان، راندال جی. گویت و اگبرت ولک ; مجله رشد کریستال، جلد ۲۹۸، صفحات ۱۷۲–۱۷۵، ۷ ژانویه ۲۰۰۷.